# Маре
Маре је ирско, француско и хрватско име, али се користи и у другим земљама. У Ирској ово је женско име и има значење „љута“, „оштра“, а по другом тумачењу је ово варијанта имена Mary и има значење „звезда са мора“. У Француској је ово унисекс име и има значење „са мора“. Слично је и у Србији, где је ово име изведено од имена Марина. У Хрватској, ово име је деминутив од Марија.

## Имендан
Имендан се слави у Естонији 13. јула.

## Популарност
У Словенији је ово име 2007. заузимало 2001. место по популарности.